# Un certo discorso
Un certo discorso era un programma radiofonico di attualità, in onda su Radiotre dall'8 novembre del 1976 al 1º gennaio 1988, dal lunedì al venerdì alle 15.30 per un'ora e mezza.
Il programma era condotto e curato da Pasquale Santoli, la regia era di Claudio Sestieri.
Tra il 1984 e il 1986 ospitò al suo interno Radiosoftware (inizialmente chiamato Radiotext), un innovativo programma che trasmetteva software per computer via radio.